# Hlavatce, Tábor
Hlavatce là một làng thuộc huyện Tábor, vùng Jihočeský, Cộng hòa Séc.